# Michael Fessner
Michael Fessner (* 1957 in Düsseldorf; † 2021) war ein deutscher Historiker, der beruflich am Fachbereich Bergbaugeschichte im Deutschen Bergbau-Museum Bochum tätig war und mehrere Publikationen zur Montangeschichte vorlegte. Er promovierte 1992 an der Ruhr-Universität Bochum mit der Dissertation Gewerbliche Bildungspolitik im Spannungsfeld zwischen Staatsverwaltung und Interessenverbänden, Die Ausdifferenzierung der technischen Mittelschulen für den Maschinenbausektor in Preußen 1870–1914.

## Schriften (Auswahl)
- (mit Christoph Bartels und Angelika Friedrich): Gründliche Abbildung des uralten Bergwerks. (Medienkombination) Deutsches Bergbau-Museum Bochum, Bochum o. J.
- Carl Julius von Bach und die „allgemeinen Kulturaufgaben“ der Ingenieure. In: Burkhard Dietz, Michael Fessner, Helmut Maier (Hrsg.): Technische Intelligenz und „Kulturfaktor Technik“. Kulturvorstellungen von Technikern und Ingenieuren zwischen Kaiserreich und früher Bundesrepublik Deutschland. (= Cottbuser Studien zur Geschichte von Technik, Arbeit und Umwelt, Band 2.) Waxmann, Münster u. a. 1996, ISBN 3-89325-447-1, S. 45–66.
- Steinkohle und Salz. Der lange Weg zum industriellen Ruhrrevier. Deutsches Bergbau-Museum Bochum, Bochum 1998, ISBN 3-921533-61-9.
- Das Hüttenwesen am Rammelsberg bei Goslar unter landesherrschaftlicher Verwaltung 1552–1620. In: Johann Bair, Wolfgang Ingenhaeff (Hrsg.): Schwazer Silber, vergeudeter Reichtum? Verschwenderische Habsburger in Abhängigkeit vom oberdeutschen Kapital an der Zeitenwende vom Mittelalter zur Neuzeit. (Tagungsband zum Internationalen Bergbausymposium Schwaz 2002) Berenkamp, Innsbruck 2003, ISBN 3-85093-168-4, S. 51–70.
- Die Familie Luder und das Berg- und Hüttenwesen. In: Harald Meller, Stefan Rhein, Hans-Georg Stephan (Hrsg.): Luthers Lebenswelten. (= Tagungen des Landesmuseums für Vorgeschichte Halle (Saale), Band 1.) Halle (Saale) 2008, ISBN 978-3-939414-22-3, S. 235–243.
- Die märkische Knappschaft von ihrer Gründung 1767 bis zum preußischen Knappschaftsgesetz von 1854. In: Michael Fessner (Hrsg.): Auf breiten Schultern. 750 Jahre Knappschaft. (Katalog der Ausstellung des Deutschen Bergbau-Museums Bochum vom 1. Juli 2010 bis 20. März 2011) (= Veröffentlichungen aus dem Deutschen Bergbau-Museum Bochum, Band 175.) Deutsches Bergbau-Museum Bochum, Bochum 2010, ISBN 978-3-937203-49-2.